# Ja, ja (álbum)
Ja, ja es el primer disco del grupo de heavy metal español Beethoven R., dicho disco fue autofinanciado por ellos mismos.

## Canciones del disco
1. «Prepárate»
2. «Que no, que no»
3. «Rompe el hielo»
4. «Yo me pierdo»
5. «El aliento del miedo»
6. «Ja, ja»
7. «Sangriento y mortal»
8. «Pasa el tiempo»
9. «Salvaje como un huracán»
10. «En el límite»
11. «Dejándonos la piel»
12. «Una noche de rock»